# Les Landes-Genusson
Les Landes-Genusson ist eine französische Gemeinde mit 2.572 Einwohnern (Stand: 1. Januar 2022) im Département Vendée in der Region Pays de la Loire. Die Gemeinde gehört zum Arrondissement La Roche-sur-Yon und zum Kanton Mortagne-sur-Sèvre. Die Einwohner werden Landais genannt.

## Geografie
Umgeben wird Les Landes-Genusson von den Nachbargemeinden Tiffauges im Norden, Saint-Matin-des-Tilleuls im Osten und Nordosten, La Gaubretière im Osten und Südosten, Bazoges-en-Paillers im Süden, La Boissière-de-Montaigu im Westen und Südwesten, Treize-Septiers im Westen und Nordwesten sowie La Bruffière im Nordwesten. Der Fluss Crûme begrenzt die Gemeinde im Nordosten.

## Geschichte
Am 11. Februar 1794 massakrierten die republikanischen Truppen in der königstreuen Vendée in der Ortschaft Les Landes-Genusson 88 Frauen und Kinder.

### Bevölkerungsentwicklung
| Jahr      | 1962 | 1968 | 1975 | 1982 | 1990 | 1999 | 2006 | 2012 |
| Einwohner | 1570 | 1632 | 1792 | 1941 | 2004 | 1986 | 2230 | 2269 |

## Sehenswürdigkeiten

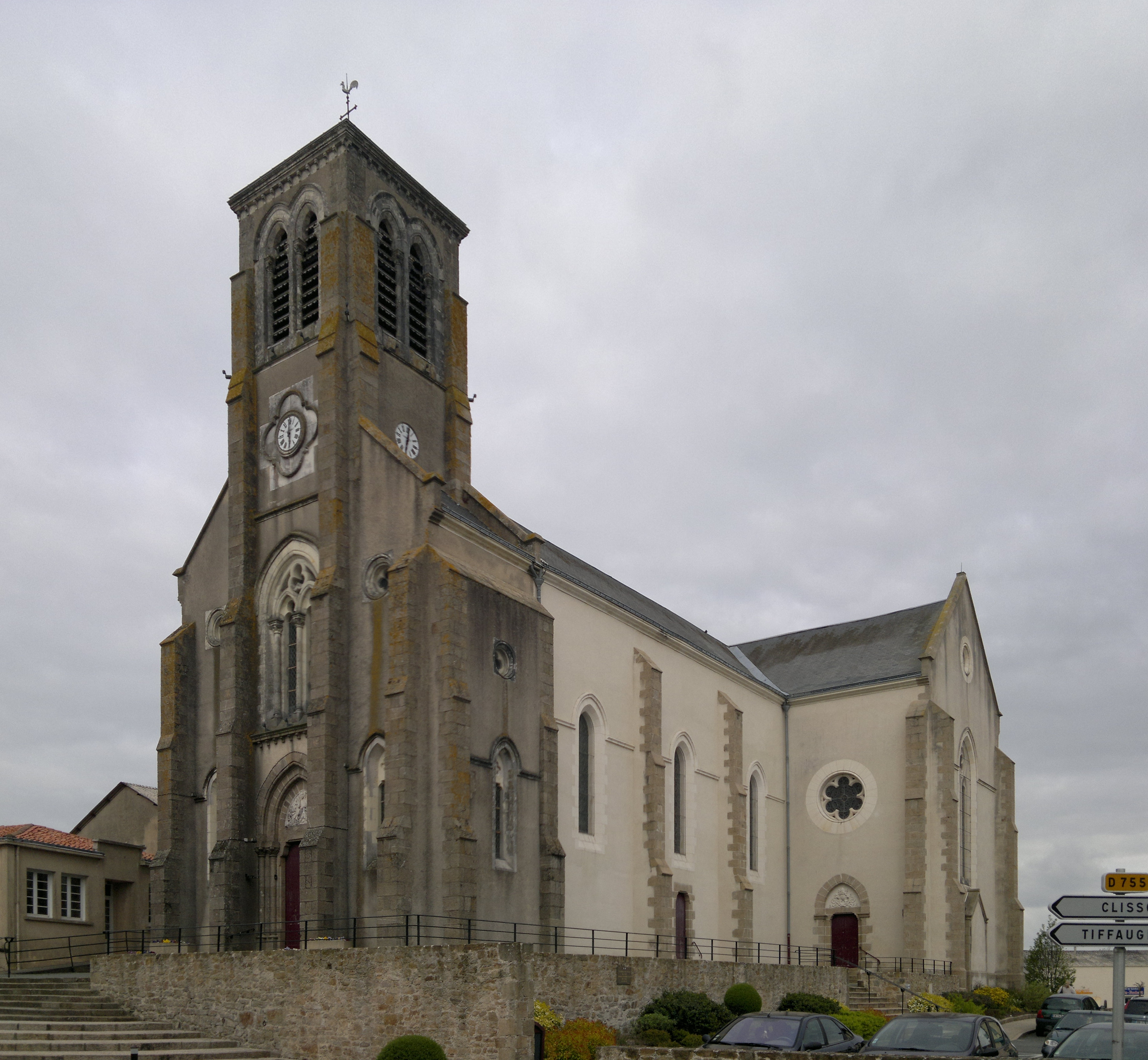
Kirche Notre-Dame de l’Assomption

- Kirche Notre-Dame de l’Assomption aus dem Jahre 1858